# Birgit Stauber

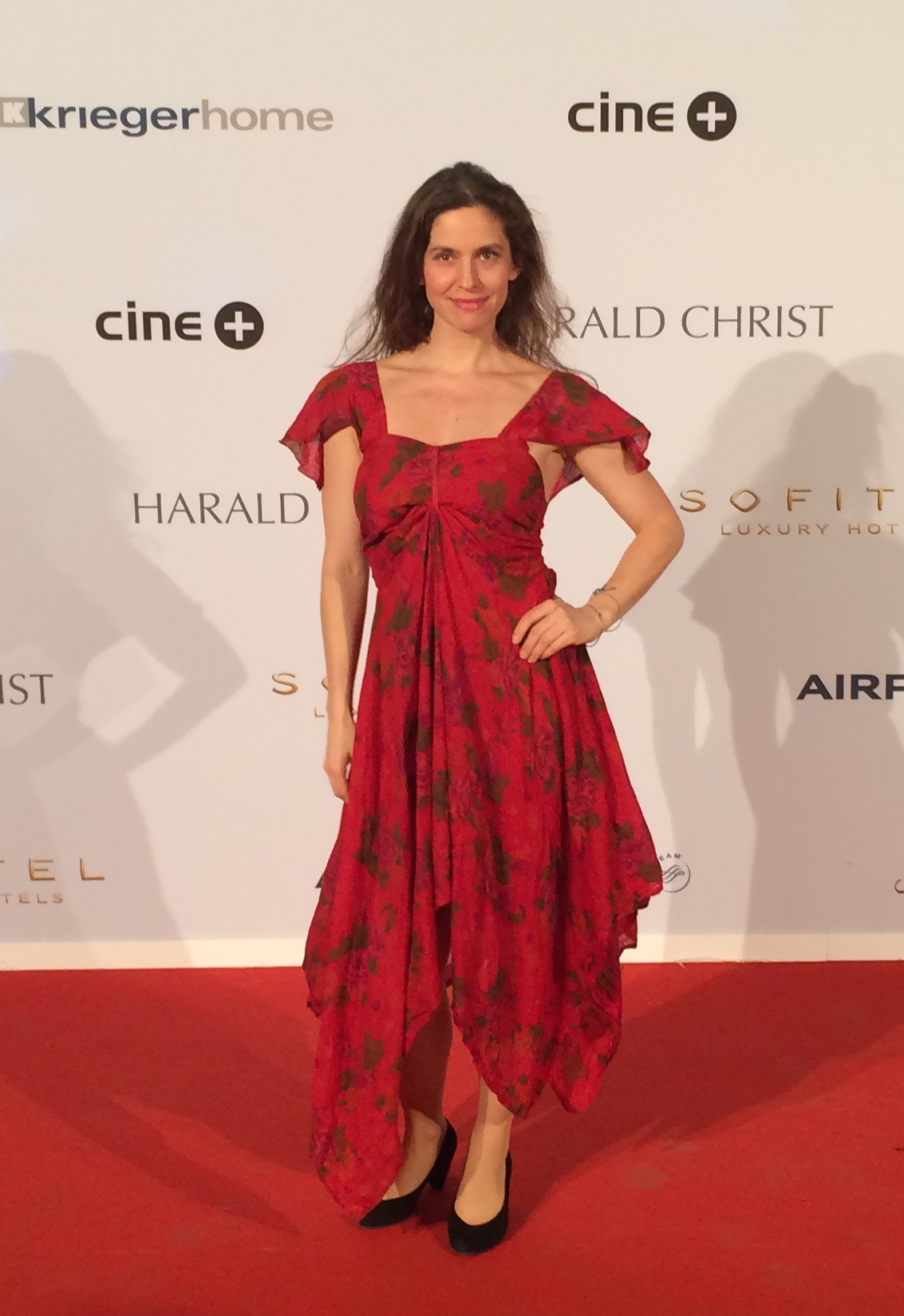
Birgit Stauber, 2016

Birgit Stauber (* 13. Mai 1974 in Wien) ist eine österreichische Schauspielerin, Drehbuchautorin und Regisseurin.

## Ausbildung
Birgit Stauber absolvierte nach dem Abitur ihre Ausbildung von 1993 bis 1995 an der Universität für Musik und Darstellende Kunst Wien in Musical und von 1995 bis 2000 in Musiktheaterregie, welche sie 2000 mit dem Master of Arts (M.A.) abschloss, sowie bei Eric Morris in dessen Actor´s Class & Hollywood Acting Workshop in Los Angeles und an der Filmschule Wien (Schauspiel & Regie). 2015 absolvierte sie die Editing Masterclass des Oscar-nominierten Filmeditors Tariq Anwar in Barcelona.
Stauber absolvierte zudem eine private Tanzausbildung in Ballett, Jazz Dance, Stepptanz, Funk (1988–1993) und nordindischem Kathaktanz (2004–2008).

## Schauspiel
1996 feierte Birgit Stauber ihr TV-Debüt an der Seite von Peter Weck und Christiane Hörbiger. 2002 war sie in der Action-Serie Wilde Engel mit ihrer Hauptrolle als Chris Rabe zu sehen und wurde so einem breiteren Publikum bekannt.

## Drehbucharbeit
1996 schrieb sie ihre erste Musicalshow Tell Me Why, UA im Theater am Alsergrund, Wien. 1999 schrieb und inszenierte sie ihr zweites Musiktheaterstück t.o.r.n, UA in der Neuen Studiobühne des Max Reinhardt Seminars, Wien. 2005 gründete sie die Leyendas Filmproduktion in Berlin, 2014 folgte der zweite Firmenstandort in Wien. Der Kurzfilm Adieu Bonjour, von Stauber geschrieben und produziert, wurde vom Medienboard Berlin Brandenburg 2007 aufgrund des außergewöhnlichen Drehbuchs gefördert. Dieser Erfolg bestätigte sie darin, ihre Leidenschaft, Geschichten visuell zu erzählen, professionell zu verfolgen. Heute entwickelt und schreibt sie nicht nur ihre eigenen Stoffe, sondern vor allem auch für andere Regisseure.

## Ensemblearbeit
Eine ihrer ersten Rollen war das Rotkäppchen im Musical Into the Woods von Stephen Sondheim. Birgit Stauber war zudem Ensemblemitglied von Sisters United! (Leitung: Anna Demel) in Wien sowie der Kathak Dance Company und der Taiko-Trommelshow Rasa Daiko (Leitung: Beate Gatscha) in Berlin.

## Auszeichnungen
Birgit Stauber gewann 1998 den Rising Movie Talent Award (Nachwuchspreis des Filmfest München). 2003 war sie für den österreichischen Film- und Fernsehpreis Romy als Shooting Star nominiert.
2007 wurde sie für ihre Rolle der Juliet in dem Film Auf bösem Boden mit dem Jurypreis beim Internationalen BARS Filmfestival in Buenos Aires/Argentinien ausgezeichnet. 2015 erhielt sie für ihr Drehbuch von Freak City (Regie: Andreas Kannengießer; nach einem Roman von Kathrin Schrocke) das Wim-Wenders-Stipendium 2015 der Wim-Wenders-Stiftung.
2017 wird sie als „Best Actress“ für ihre Rolle in der Webserie „Another Day in Paradise“ bei den Actors Awards, Los Angeles nominiert, in der Kategorie „Best Actress in a Drama“ gewinnt sie.
2018 gewinnt sie, ebenfalls für „Another Day in Paradise“, gemeinsam mit Kollegin Naomi Beukes in der Kategorie „Best Duo“ bei den Los Angeles Film Awards.
2024 wurde sie Mitglied der European Film Academy.

## Filmografie (Auswahl)
- 1996: Alte Liebe – Neues Glück (Hofrat Geiger) (Fernsehfilm)
- 1997: Der Bergdoktor (Folge: Ein Zirkuskind); Fernsehserie
- 1997: Spurensuche (Fernsehfilm)
- 1998: Kommissar Rex (Folge: Mosers Tod); Fernsehserie
- 1999: Klinik unter Palmen (Folge: Böses Blut); Fernsehreihe
- 2000: St. Angela (Folge: Let’s Twist); Fernsehserie
- 2001: Legion of the Dead (Kinofilm)
- 2002: Wilde Engel (Fernsehfilm)
- 2003: Liebe ist möglich (Kinofilm)
- 2003: Wilde Engel (Folgen: Der Kronzeuge, Nichts geht mehr, Bankrott, Die Spezialistin, Der Maulwurf, Die Waffe, 4 Stunden bis zum Tod, Grossmanns Koffer)
- 2004: Die Maid von Hilltop Manor
- 2004: Der Hellseher
- 2004: Grauzone
- 2005: Schlosshotel Orth (Folge: Der Preis des Erfolges); Fernsehserie
- 2005: Vier Frauen und ein Todesfall (Folge: Vatermord); Fernsehserie
- 2006: Auf bösem Boden (Kinofilm)
- 2007: Das Glück am anderen Ende der Welt (Fernsehfilm)
- 2008: Adieu Bonjour
- 2009: Onkel Dieter
- 2010: SOKO Wismar (Folge: Blinder Zeuge); Fernsehserie
- 2011: Frühlingserwachen
- 2012: Heiter bis tödlich – Hubert und Staller (Folge: Das Huhn, das faule Eier legt); Fernsehserie
- 2013: The Centre – I’m Still Down Here (Web-Serie)
- 2014: Der Imagonaut (180-Grad-Film)
- 2014: Das Geheimnis der Hebamme (Fernsehfilm)
- 2015: What to do with the Silence (Web-Serie)
- 2016: SOKO Kitzbühel (Folge: Der schönste Tag); Fernsehserie
- 2016: Die Geschichte Mitteldeutschlands (Folge: Der Schatz von Erfurt); Fernsehserie
- 2017: MairiM
- 2017: Another Day in Paradise (Web-Serie)
- 2017: Trakehnerblut (Fernsehserie)
- 2019: Der Krieg und ich (Kinder- und Jugendreihe)
- 2020: Inga Lindström: Das gestohlene Herz (Fernsehreihe)